# Gardziel
Gardziel (łac. fauces) – u człowieka jest to trójkątna przestrzeń zawarta pomiędzy łukami podniebienno-językowymi a podniebienno-gardłowymi. Znajdują się w niej migdałki podniebienne. Granica pomiędzy jamą ustną a gardłem nie jest precyzyjnie określona. Według niektórych są nią fałdy podniebienno-językowe, zdaniem innych fałdy podniebienno-gardłowe. W ostatnim przypadku cieśń gardzieli zaliczana jest do jamy ustnej. Jest uważana przez większość biologów za określenie całego gardła.
U kręgowców gardzielą (lub potocznie gardłem) określa się odcinek przewodu pokarmowego łączący jamę gębową z przełykiem.
U bezkręgowców gardzielą określa się przedni (zwykle silnie umięśniony) odcinek jelita.